# Заговор послов (фильм)
«Заговор послов» (латыш. Sūtņu sazvērestība) — советский историко-приключенческий фильм, снятый режиссёром Николаем Розанцевым на Рижской киностудии в 1965 году.

## Сюжет
Фильм рассказывает об одной из страниц советской истории — сговоре руководителей дипломатических служб Великобритании, Франции и США против Советской власти.
Лето 1918 года. Послы держав-союзниц России в войне с Германией интригуют против Советского правительства. Через пастора Тилтыня, бывшего полкового священника, на одного из командиров латышских стрелков выходит представитель британской разведки Рейли. Он играет на патриотических чувствах латышей, чья родина оказалась под немецкой оккупацией после Брестского мира.
Первоначальной целью заговора называется желание заставить большевиков продолжать войну на стороне Антанты. Берзинь не раздумывая идёт в ВЧК и рассказывает о попытках вербовки Дзержинскому и Петерсу. Чекисты начинают операцию по выявлению заговорщиков и стараются прояснить их истинные планы.
Угрожая выйти из дела, Берзинь узнаёт от Рейли, что стрелки должны арестовать всех главных советских руководителей и передать власть в руки ставленников союзников. За лояльность и безусловное выполнение намеченного было назначено крупное вознаграждение, часть из которого была выплачена немедленно.
На совещании у Феликса Дзержинского было решено взять всех фигурантов с поличным в день мятежа. Убийство Урицкого спровоцировало превентивные аресты и некоторым из организаторов удалось скрыться. Локкарт был доставлен в ВЧК, но, имея дипломатическую неприкосновенность, был отпущен после допроса и выслан из Советской России.

## В ролях
- Игорь Класс — Феликс Эдмундович Дзержинский
- Александр Кутепов — Яков Михайлович Свердлов
- Эдуард Павулс — Яков Петерс
- Улдис Думпис — Эдуард Берзинь, командир латышских стрелков
- Олег Басилашвили — Локкарт, глава британской миссии
- Вадим Медведев — Рейли
- Вальдемар Зандберг — пастор Тилтынь
- Маргарита Гладунко — Елена Николаевна, человек Рейли
- Арнис Лицитис — Лидака, бдительный солдат
- Анатолий Столбов — Золотарёв
- Лариса Данилина — певица в ресторане
- Юрий Дедович — Делафар
- Владимир Васильев — дядя Вася
- Пётр Савин — чекист Ксенофонтов
- Станислав Михин — чекист Костя
- Владимир Сошальский — Каламатиано
- Волдемар Лобиньш — лже-патрульный
- Олег Белов — эпизод
- Валентина Пугачёва — эпизод
- Сергей Гурзо — посетитель ресторана
- Улдис Лиелдиджс — эпизод
- Георгий Сатини — бандит

## Съёмочная группа
- Режиссёр: Николай Розанцев
- Сценаристы: Михаил Маклярский, Гунарс Курпниекс, Николай Розанцев
- Операторы: Мартиньш Клейнс, Альберт Осипов
- Художник: Лаймдонис Грасманис
- Композитор: Маргер Зариньш